# Lignières-Sonneville
Pour les articles homonymes, voir Lignières et Sonneville (homonymie).
Pour l’article ayant un titre homophone, voir Château de Lignères près de Sonneville dans le même département.
Lignières-Sonneville est une ancienne commune du Sud-Ouest de la France, située dans le département de la Charente (région Nouvelle-Aquitaine).
Depuis le 1er janvier 2022, elle est une commune déléguée de la commune nouvelle de Lignières-Ambleville.
Lignières-Sonneville résulte de la fusion de Lignières et de Sonneville en 1845.
Ses habitants sont les Lignerois et les Ligneroises.

## Géographie

### Localisation et accès
Lignières-Sonneville est une commune de l'ouest du département de la Charente, située à 7 km au sud de Segonzac, chef-lieu de son ancien canton, et 28 km au sud-ouest d'Angoulême.
Lignières est aussi à 10 km au nord de Barbezieux, 10 km au nord-est d'Archiac, 11 km à l'ouest de Châteauneuf-sur-Charente, 19 km au sud-est de Cognac, 24 km de Jonzac, 28 km de Pons.
La D 699 d'Angoulême à Jonzac par Châteauneuf et Archiac traverse la commune d'est en ouest et dessert le bourg. La D 1 de Barbezieux à Segonzac traverse l'est de la commune du nord au sud.
La gare la plus proche est celle de Châteauneuf, desservie par des TER à destination d'Angoulême, Cognac, Saintes et Royan.

### Hameaux et lieux-dits
Comme dans de nombreuses communes charentaises, Lignières-Sonneville possède un habitat dispersé et compte une cinquantaine de hameaux et fermes. Les principaux sont les Abels au sud et Chez Piet au nord-est, les autres sont Maine Bois, Chez Guillon, Chez Ballet, Sonneville, Hauteneuve, le May, etc..

### Communes limitrophes
| Juillac-le-Coq                    | Segonzac             | Saint-Preuil |
| Ambleville (Lignières-Ambleville) | Lignières-Sonneville | Bonneuil     |
| Criteuil-la-Magdeleine            |                      | Bellevigne   |

### Géologie et relief
La commune est occupée par le Campanien (Crétacé supérieur), calcaire crayeux, qui occupe une grande partie du Sud Charente. Quelques petites zones d'argile sableuse datant du Tertiaire occupent les sommets des plateaux au nord et au nord-est de la commune,,.
La commune a un relief assez vallonné, typique de la Champagne. Deux vallées de direction est-ouest traversent la commune, celle de Sonneville au nord et celle de Lignières au sud. Le point culminant de la commune est à une altitude de 143 m, situé à l'extrémité nord-est au Canton Marceau. Le Puy du Mont, au nord-est, culmine à 127 m, mais d'autres sommets dépassant les 120 m se trouvent en limite nord de la commune. Le point le plus bas est à 40 m, situé en limite ouest près d'Ambleville. Le bourg est à environ 55 m d'altitude.

### Hydrographie
Le Collinaud qui prend sa source à Bonneuil et se jette dans le Né, affluent de la Charente, traverse la commune d'est en ouest et passe au bourg. La vallée de Sonneville est parcourue par un ruisseau temporaire, les Boulots, qui rejoint le Collinaud à Ambleville. On trouve aussi quelques fontaines comme celle de Galand au nord-est, ou la Font Gireau près de Sonneville.

### Climat
Comme dans les trois quarts sud et ouest du département, le climat est océanique aquitain.

## Urbanisme

### Typologie
Lignières-Sonneville est une commune rurale,. Elle fait en effet partie des communes peu ou très peu denses, au sens de la grille communale de densité de l'Insee,.
La commune est en outre hors attraction des villes,.

### Occupation des sols
L'occupation des sols de la commune, telle qu'elle ressort de la base de données européenne d’occupation biophysique des sols Corine Land Cover (CLC), est marquée par l'importance des territoires agricoles (92,8 % en 2018), une proportion identique à celle de 1990 (92,9 %). La répartition détaillée en 2018 est la suivante : 
cultures permanentes (71,3 %), zones agricoles hétérogènes (11,6 %), forêts (7,2 %), prairies (5,8 %), terres arables (4,1 %). L'évolution de l’occupation des sols de la commune et de ses infrastructures peut être observée sur les différentes représentations cartographiques du territoire : la carte de Cassini (XVIIIe siècle), la carte d'état-major (1820-1866) et les cartes ou photos aériennes de l'IGN pour la période actuelle (1950 à aujourd'hui).

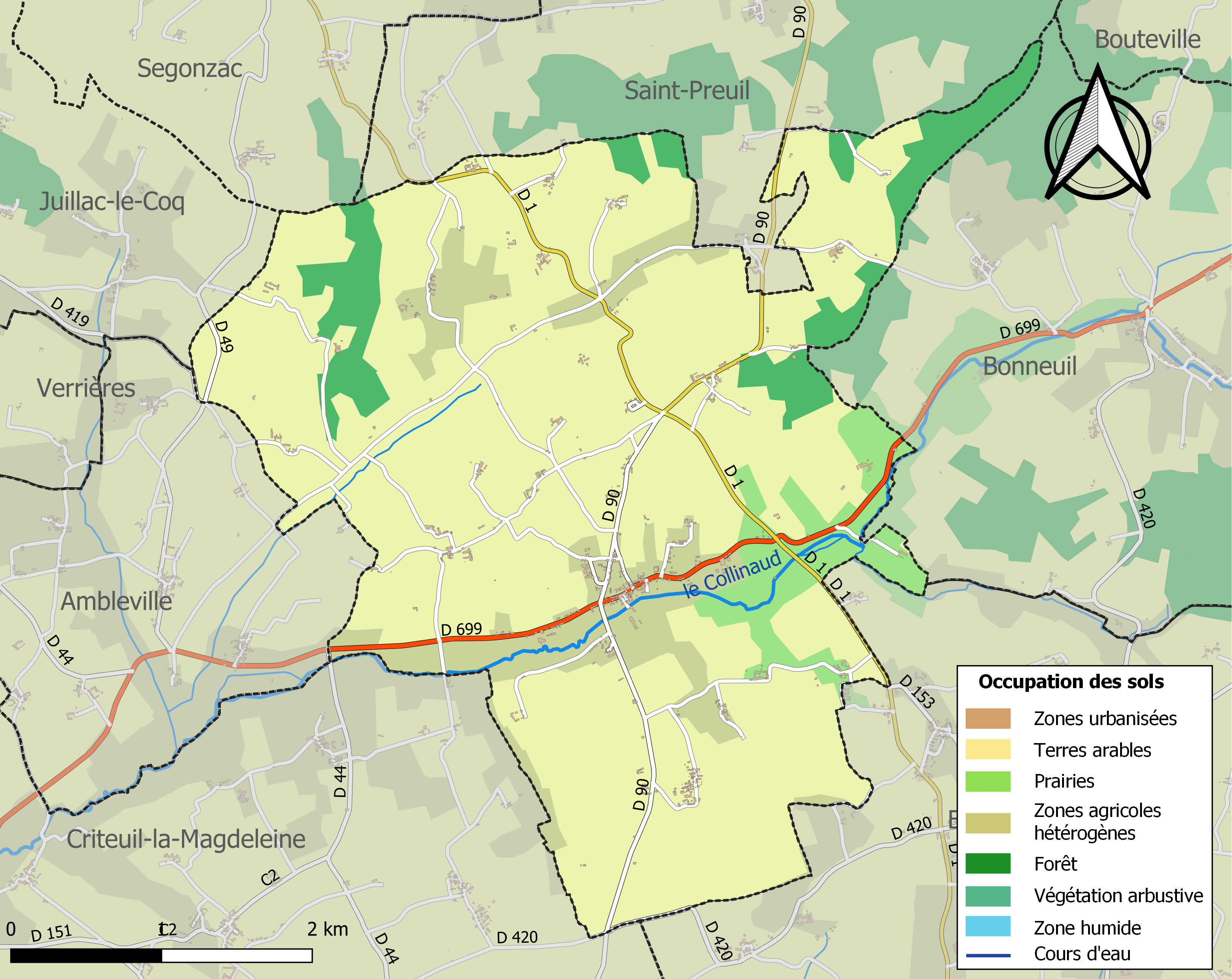
Carte des infrastructures et de l'occupation des sols de la commune en 2018 (CLC).

## Toponymie
Lignières est attesté sous les formes latinisées Linerias (sans date), Lineriis au XIIIe siècle. Il s'agit d'un terme issu du gallo-roman LINARIU, LINARIAS « terre où l'on cultive le lin », comme les différents Lignières, Lignères du nord de la France. La graphie moderne est inspirée de celle du mot « ligne ».
Sonneville est mentionné sous la forme Sonovilla en 1151,. Nom médiéval en -ville au sens ancien de « domaine rural », précédé du nom de personne germanique Sunno. Le même anthroponyme se retrouve dans les Soncourt, Sonchamp (de Sunocampo 1202) et peut-être Senneville-sur-Fécamp (Sonevilla 1025 [?]) au nord de la Loire.
Les noms en -ville en Charente, fréquents entre Barbezieux et Châteauneuf, seraient issus des implantations franques après le VIe siècle en Aquitaine, comme au sud-est de Toulouse.
Lignières a absorbé Sonneville en 1845.

## Histoire
Un fossé circulaire protohistorique a été trouvé aux Combes et un enclos rectangulaire Chez Piet.
Au Moyen Âge, la terre de Lignières était une des plus belles possessions de la famille d'Archiac, elle-même une des plus remarquables de la Saintonge.
En 1410, Pierre Borselle, écuyer, capitaine du château de Bouteville possède cette terre, qui passe par alliance en 1445 à Henri Poussard, chevalier, seigneur de Meursay. La famille Poussard possèdera Lignières jusqu'en 1719.
Au XVIe siècle, Charles Poussard était aussi seigneur de Saint-Brice, Saint-Trojan et autres lieux. Il fut gouverneur de Dieppe et vice-amiral des côtes de Normandie. Son fils, aussi nommé Charles, fut élevé comme enfant d'honneur de Jeanne d'Albret, reine de Navarre, et devint ensuite gentilhomme de la Chambre du Roi, Henri IV.
En 1719, Lignières passa à la famille de Plas jusqu'à la Révolution,.
Les registres de l'état civil remontent à 1600.
Au début du XXe siècle, des foires mensuelles se tenaient encore au bourg de Lignières, chaque deuxième jeudi.
Sonneville formait une petite paroisse à part, érigée en commune en 1793, puis absorbée en 1845,.

## Administration
| Période                                  | Période      | Identité                | Étiquette    | Qualité                                                               |
| ---------------------------------------- | ------------ | ----------------------- | ------------ | --------------------------------------------------------------------- |
| 1945                                     | 1953 (décès) | Léonide Guichard        | PRS puis RPF | Médecin, conseiller général du canton de Segonzac de 1945 à son décès |
| Les données manquantes sont à compléter. |              |                         |              |                                                                       |
| 1995                                     | 2001         | Yves Alibé              |              | Retraité                                                              |
| 2001                                     | 2008         | Jean-Luc Frumholtz      | DVD          |                                                                       |
| 2008                                     | 2014         | Patrick Vigneron-Larosa | SE           | Retraité commandant marine marchande                                  |
| 2014                                     | En cours     | Dominique Mercier       |              |                                                                       |

### Politique environnementale
La commune a reçu en 2015 le label « pierre et vignes », et en 2016 « terre saine ».

## Démographie

### Évolution démographique
L'évolution du nombre d'habitants est connue à travers les recensements de la population effectués dans la commune depuis 1793. Pour les communes de moins de 10 000 habitants, une enquête de recensement portant sur toute la population est réalisée tous les cinq ans, les populations de référence des années intermédiaires étant quant à elles estimées par interpolation ou extrapolation. Pour la commune, le premier recensement exhaustif entrant dans le cadre du nouveau dispositif a été réalisé en 2004.

En 2018, la commune comptait 568 habitants, en évolution de −8,39 % par rapport à 2012 (Charente : −0,48 %, France hors Mayotte : +2,11 %).
| 1793 | 1800 | 1806 | 1821 | 1831 | 1841 | 1846 | 1851 | 1856 |
| ---- | ---- | ---- | ---- | ---- | ---- | ---- | ---- | ---- |
| 517  | 567  | 542  | 434  | 611  | 930  | 903  | 958  | 909  |

| 1861  | 1866  | 1872 | 1876 | 1881 | 1886 | 1891 | 1896 | 1901 |
| ----- | ----- | ---- | ---- | ---- | ---- | ---- | ---- | ---- |
| 1 029 | 1 005 | 908  | 940  | 831  | 770  | 719  | 708  | 751  |

| 1906 | 1911 | 1921 | 1926 | 1931 | 1936 | 1946 | 1954 | 1962 |
| ---- | ---- | ---- | ---- | ---- | ---- | ---- | ---- | ---- |
| 804  | 722  | 773  | 751  | 777  | 751  | 734  | 737  | 705  |

| 1968 | 1975 | 1982 | 1990 | 1999 | 2004 | 2006 | 2009 | 2014 |
| ---- | ---- | ---- | ---- | ---- | ---- | ---- | ---- | ---- |
| 701  | 615  | 597  | 603  | 613  | 609  | 586  | 606  | 606  |

| 2018 | - | - | - | - | - | - | - | - |
| ---- | - | - | - | - | - | - | - | - |
| 568  | - | - | - | - | - | - | - | - |

### Pyramide des âges
La population de la commune est relativement âgée.
En 2018, le taux de personnes d'un âge inférieur à 30 ans s'élève à 25,4 %, soit en dessous de la moyenne départementale (30,2 %). À l'inverse, le taux de personnes d'âge supérieur à 60 ans est de 36 % la même année, alors qu'il est de 32,3 % au niveau départemental.
En 2018, la commune comptait 273 hommes pour 295 femmes, soit un taux de 51,94 % de femmes, légèrement supérieur au taux départemental (51,59 %).
Les pyramides des âges de la commune et du département s'établissent comme suit.
| Hommes | Classe d’âge | Femmes |
| ------ | ------------ | ------ |
| 3,0    | 90 ou +      | 8,2    |
| 10,9   | 75-89 ans    | 17,1   |
| 17,8   | 60-74 ans    | 14,7   |
| 23,8   | 45-59 ans    | 21,0   |
| 15,9   | 30-44 ans    | 16,8   |
| 13,2   | 15-29 ans    | 10,1   |
| 15,5   | 0-14 ans     | 12,2   |

| Hommes | Classe d’âge | Femmes |
| ------ | ------------ | ------ |
| 1      | 90 ou +      | 2,7    |
| 9,2    | 75-89 ans    | 12     |
| 20,6   | 60-74 ans    | 21,3   |
| 20,7   | 45-59 ans    | 20,3   |
| 16,8   | 30-44 ans    | 16     |
| 15,6   | 15-29 ans    | 13,4   |
| 16,1   | 0-14 ans     | 14,3   |

### Remarques
Lignières a absorbé Sonneville en 1845.

## Économie

### Agriculture

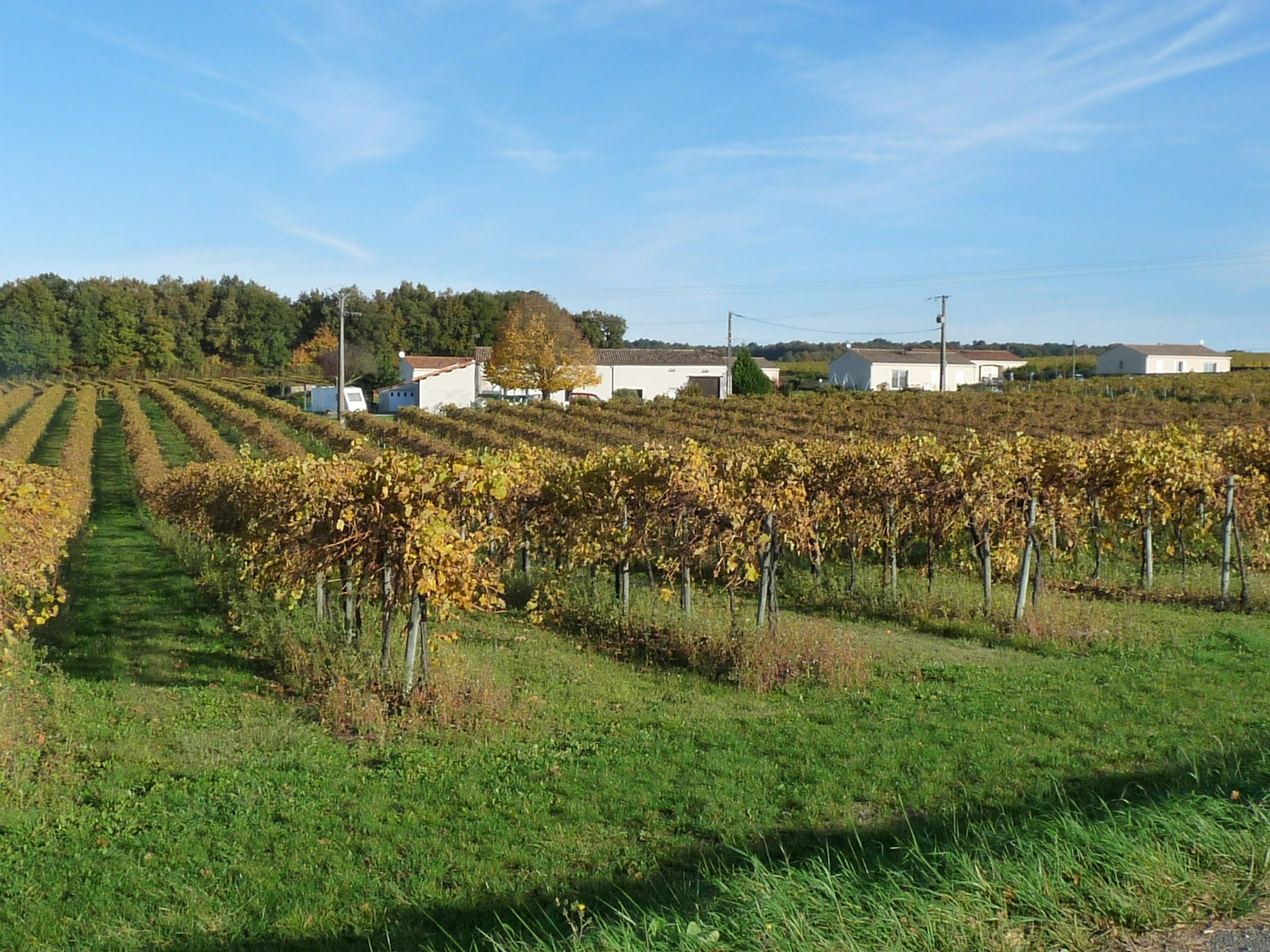
Le vignoble à Lignières-Sonneville.

La viticulture est la principale ressource de Lignières-Sonneville, qui est située dans la zone d'appellation d'origine contrôlée cognac, en Grande Champagne, premier cru classé du cognac.
Certains producteurs vendent cognac, pineau des Charentes et vin de pays à la propriété.

## Équipements, services et vie locale

### Enseignement
L'école est un regroupement pédagogique intercommunal entre Ambleville, Lignières-Sonneville et Criteuil-la-Magdeleine. Lignières accueille l'école maternelle, avec deux classes, et Ambleville et Criteuil-la-Magdeleine les écoles élémentaires. Le secteur du collège est Segonzac.

### Associations et vie culturelle
- La Petite Maison du lin, association pour la culture et patrimoine de la commune, et connaissance de la culture du lin en Grande Champagne[32].

- Le Foyer rural, association paramunicipale, est chargé d'activités culturelles et touristique comme la gestion d'une bibliothèque de prêt, ainsi que l'atelier du peintre Daniel de Linière (1925-2014) de la seconde École de Paris qui présente un ensemble de toiles, d'aquarelles et de tapisseries[33].

## Lieux et monuments

### Patrimoine religieux
- L'église paroissiale Notre-Dame de Lignières a été classée monument historique en 1973[34].
- L'église paroissiale de la Sainte-Trinité (ou Saint-Pierre) de Sonneville, datée du XIIe siècle a été inscrite monument historique[35].
- La chapelle de Saint-Palais-des-Combes datée de la fin du XIIe siècle a été inscrite monument historique[36].

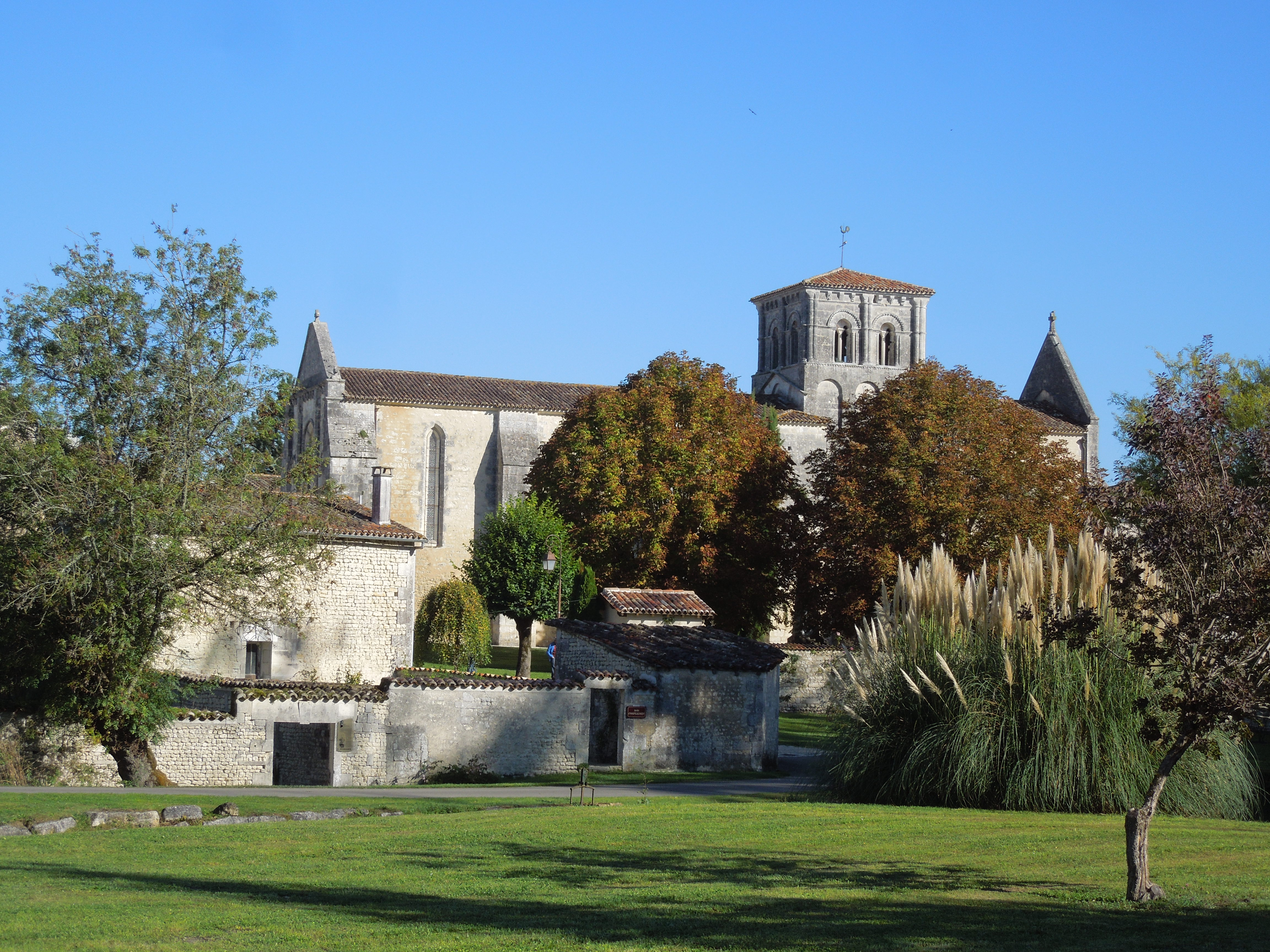
Église Notre-Dame de Lignières.
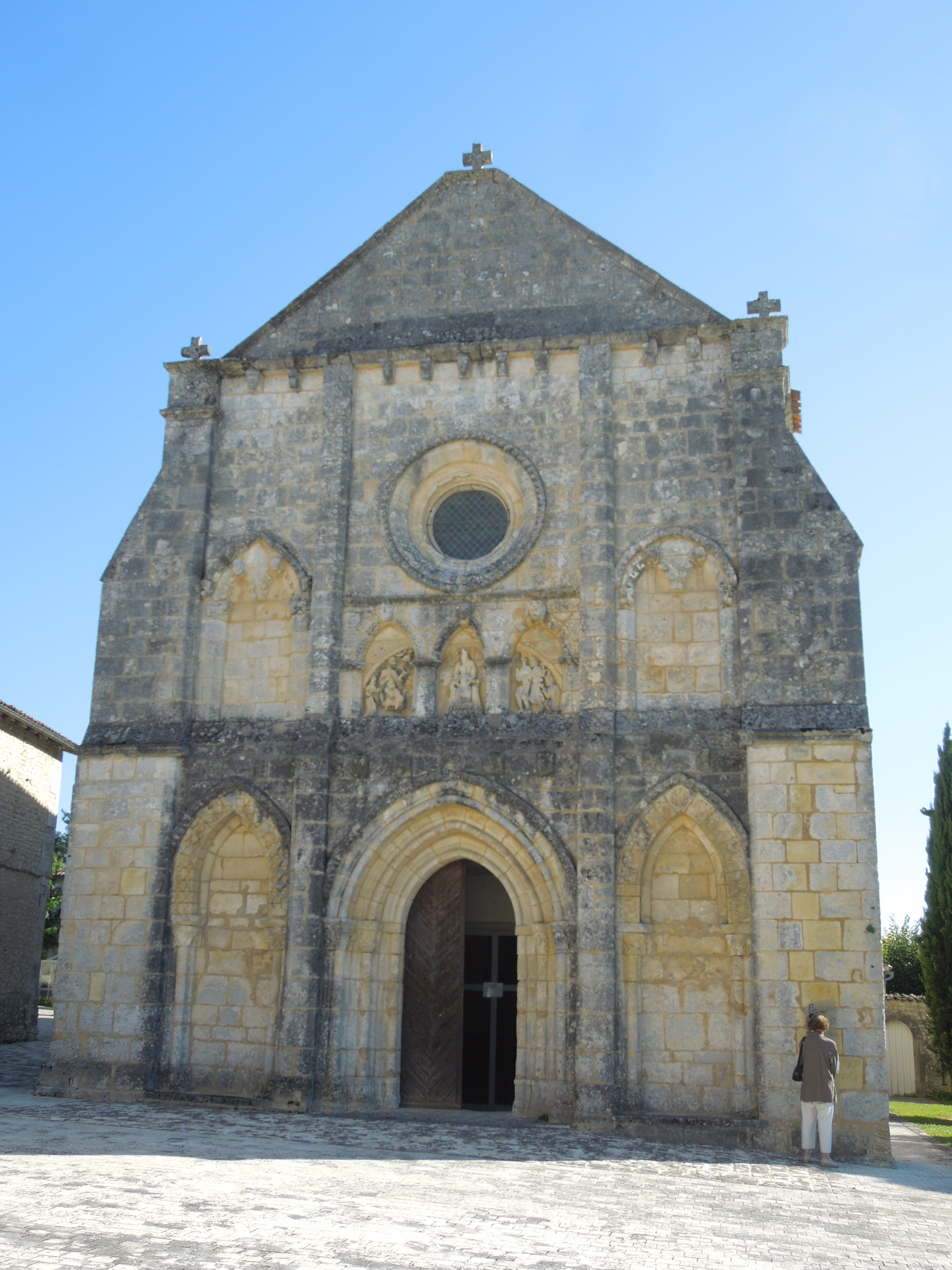
Façade de l'église Notre-Dame de Lignières.
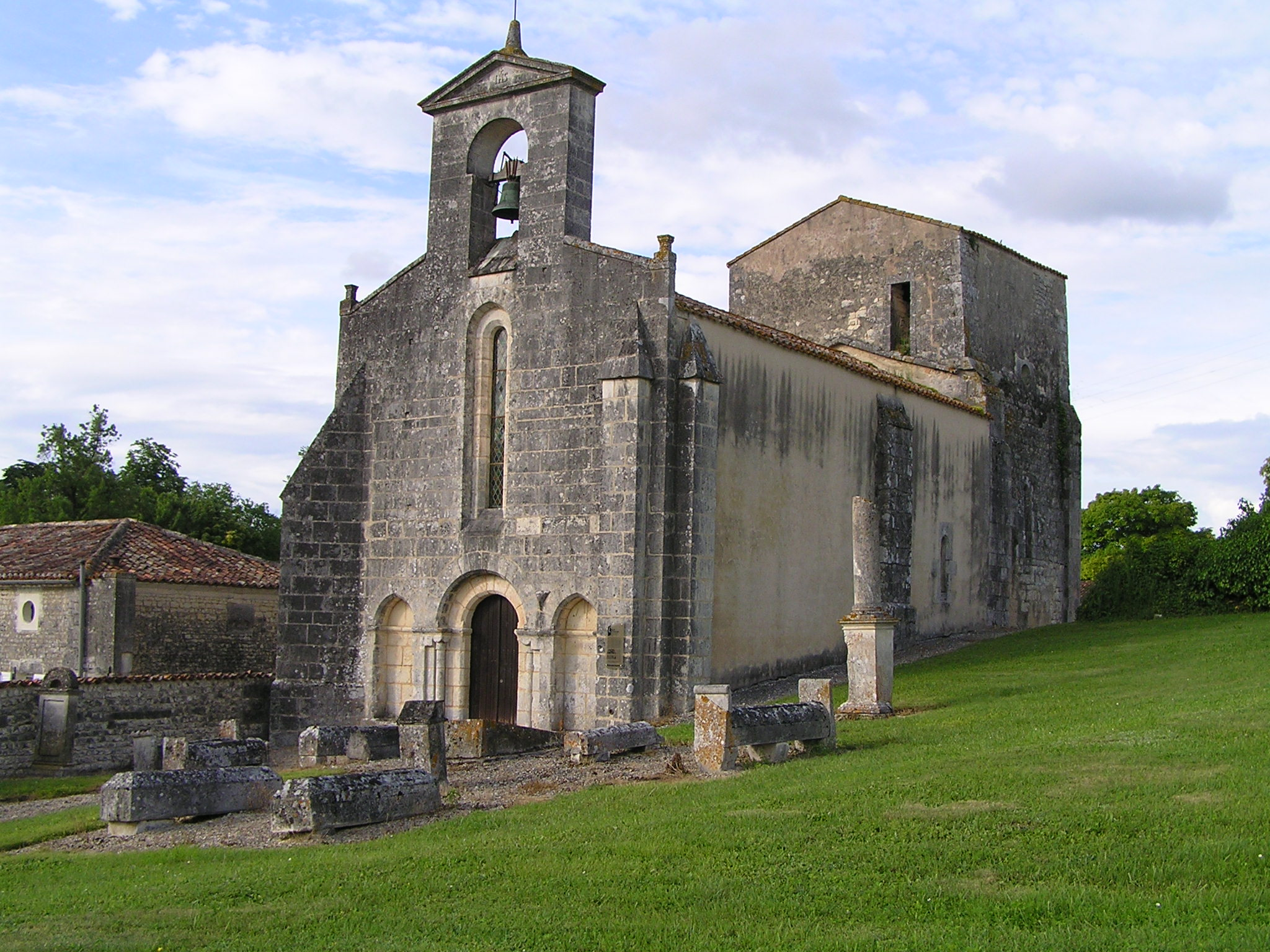
Église de la Sainte-Trinité de Sonneville.
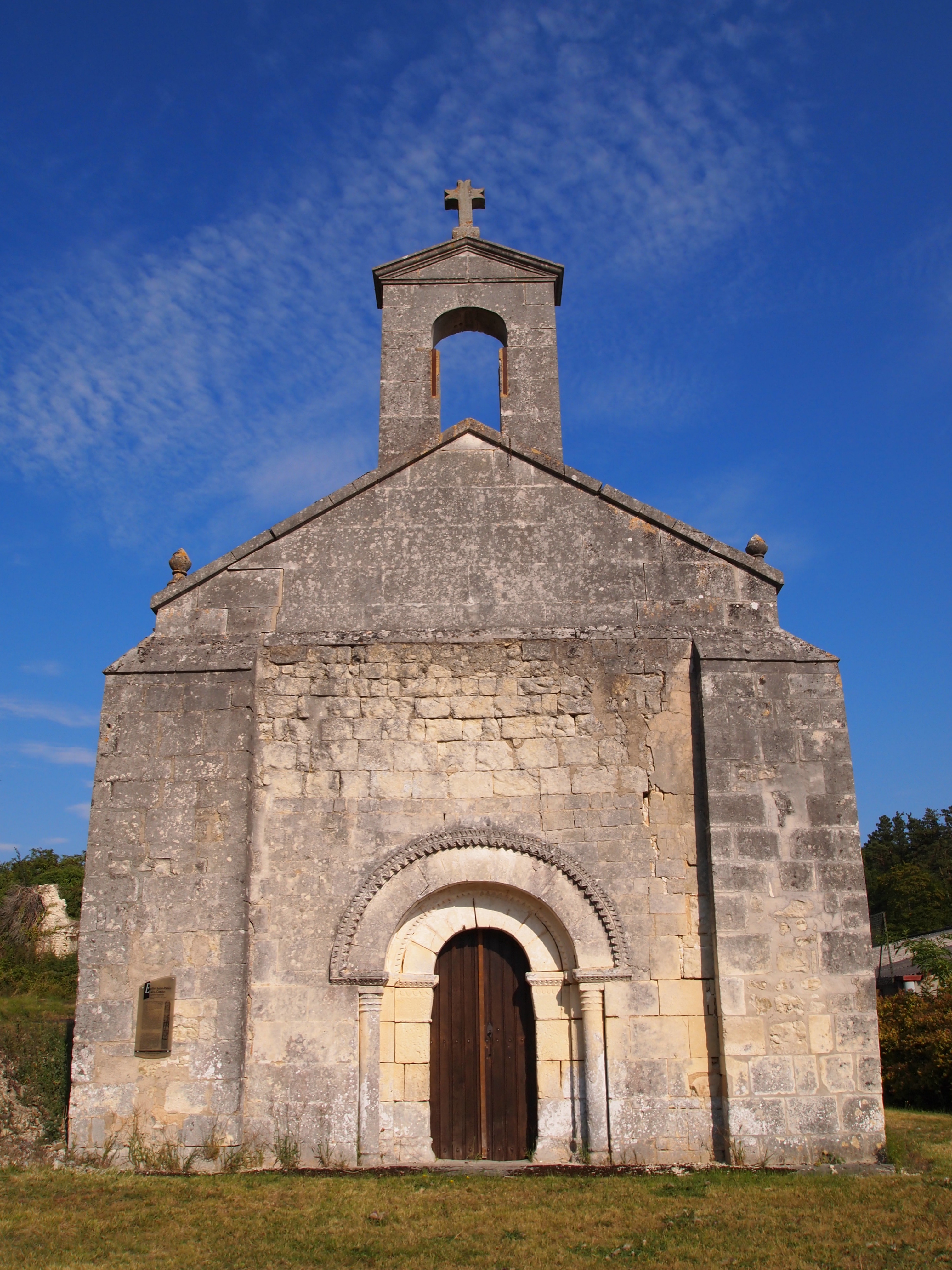
Chapelle de Saint-Palais-des-Combes.

Le temple de Chez Piet a été aménagé dans une grange en 1757 après la destruction en 1685 du temple de Sonneville.
Le cimetière, localisé à 300 m au nord du bourg de Lignières, est partagé en deux parties, une pour les catholiques, une pour les protestants, avec deux portails d'entrée, un pour chaque confession.

### Patrimoine civil
- Le château de Lignières, entouré par l'eau et par les lavoirs, est classé monument historique depuis 1977[39].
- Le logis de Chez Ballet, datant de la fin du XVIIe siècle, est inscrit monument historique[40].
- Autre patrimoine :

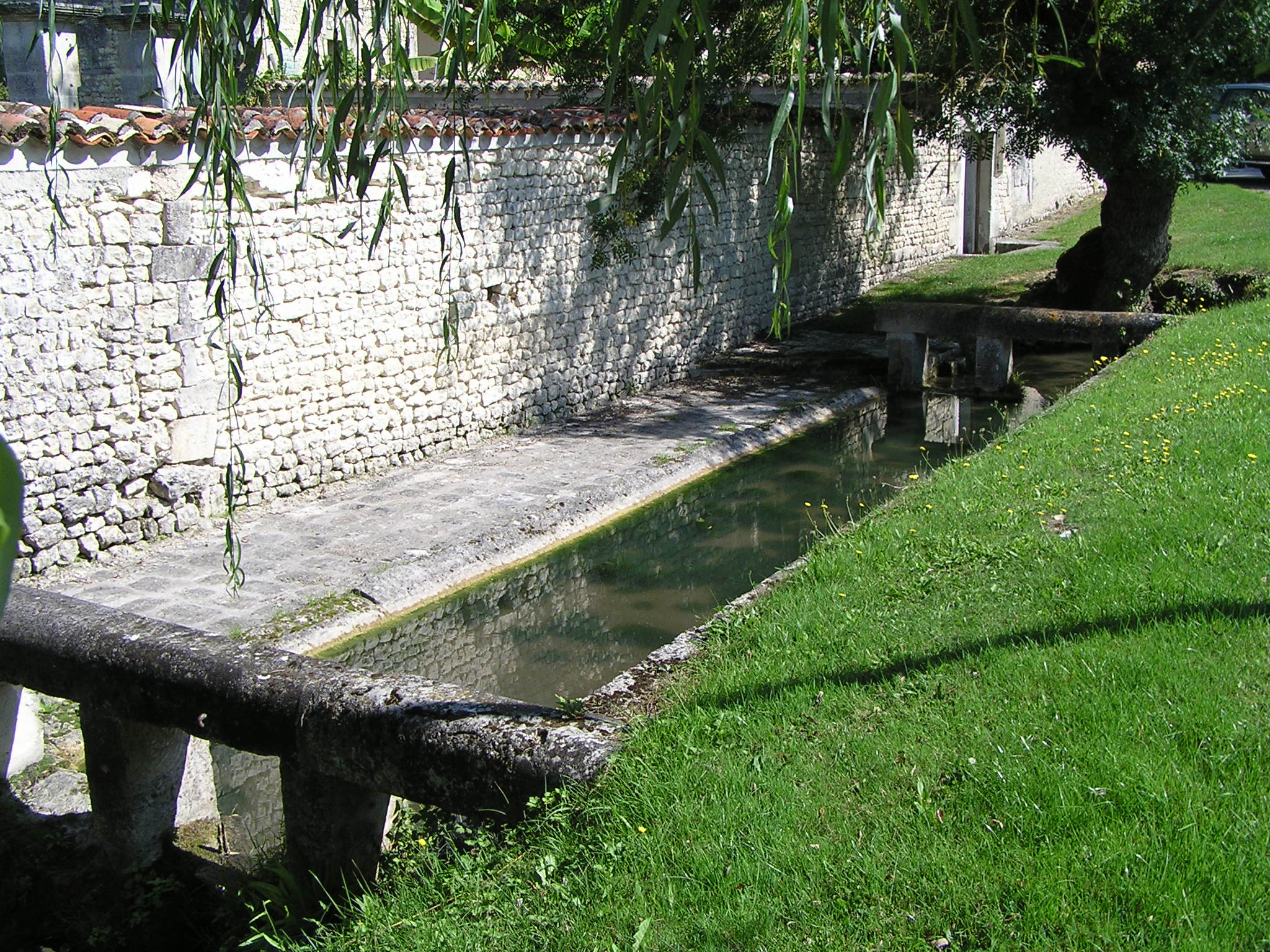
Lavoir à Lignières.
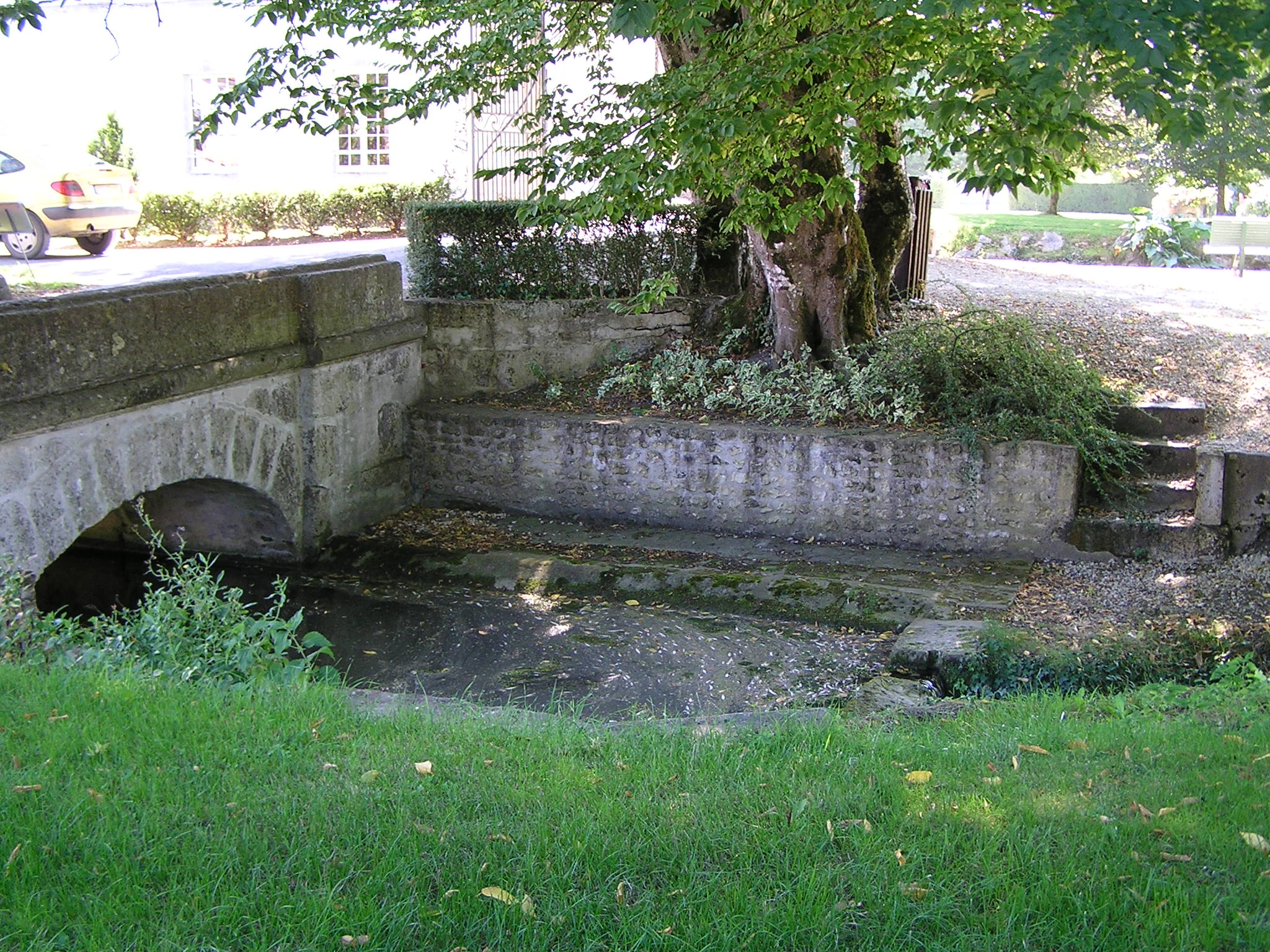
Autre lavoir à Lignières.
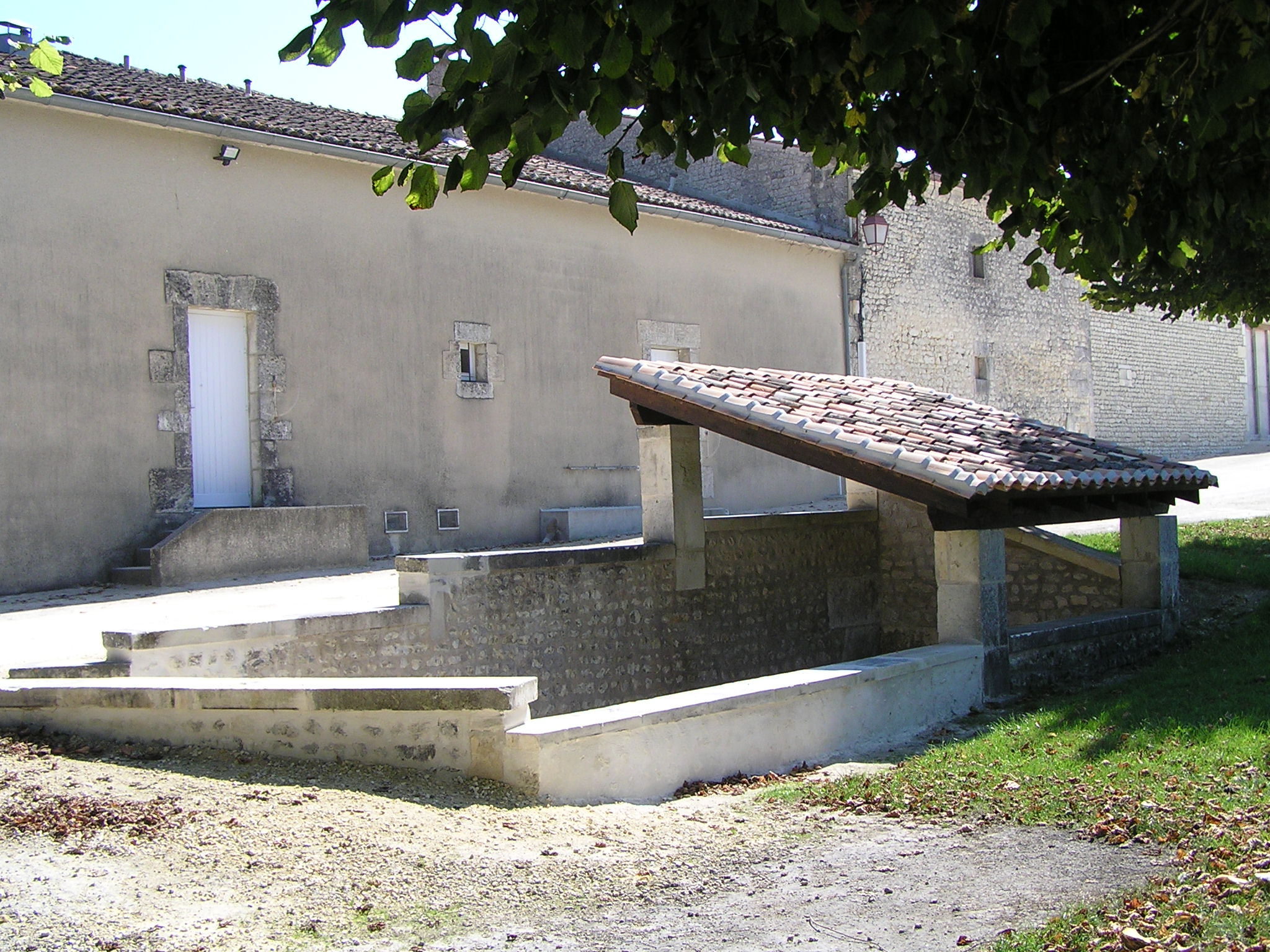
Lavoir couvert.
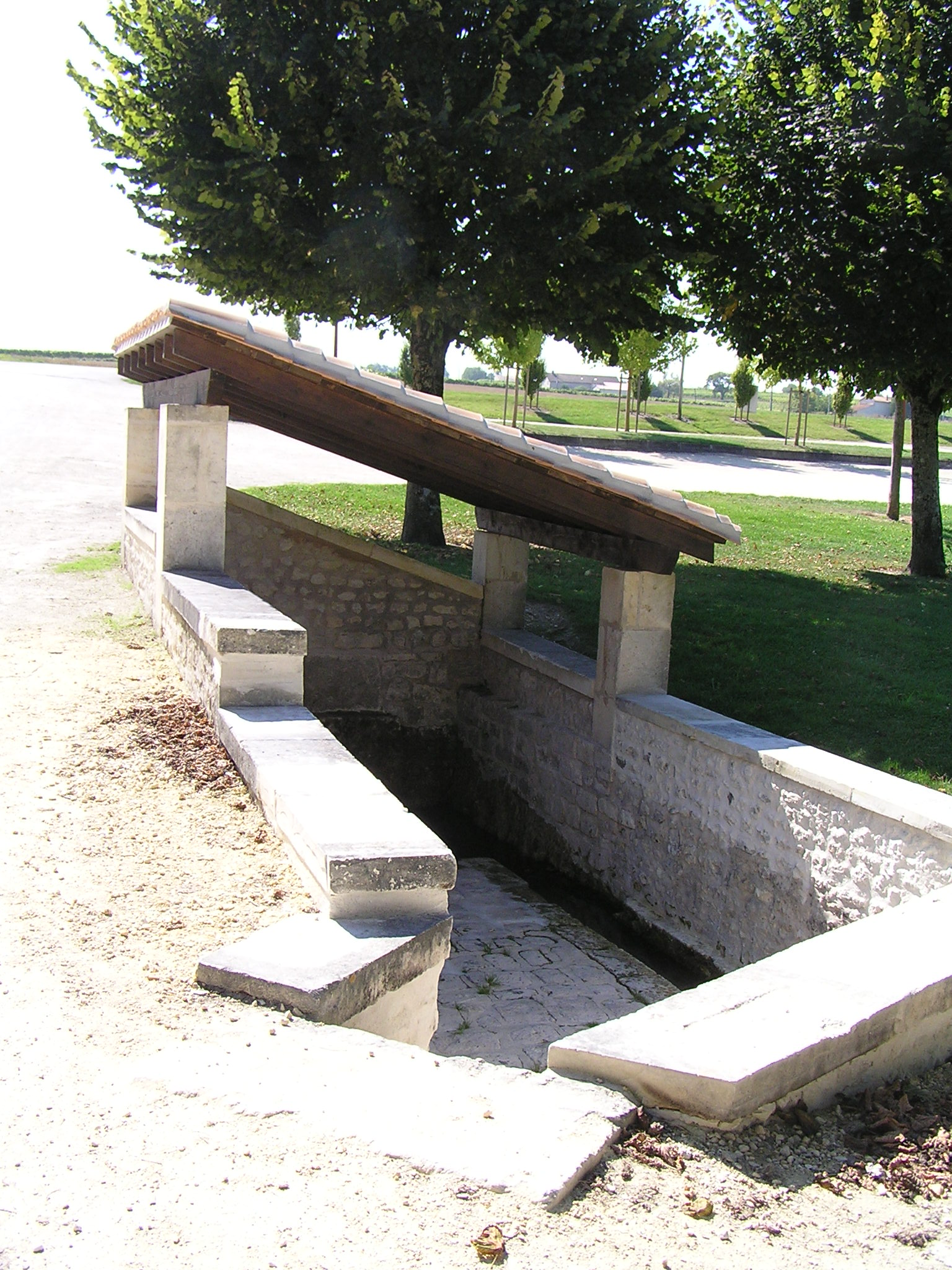
Vue de l'intérieur du lavoir couvert.

- Des maisons sont datées de 1749 et de 1753 :

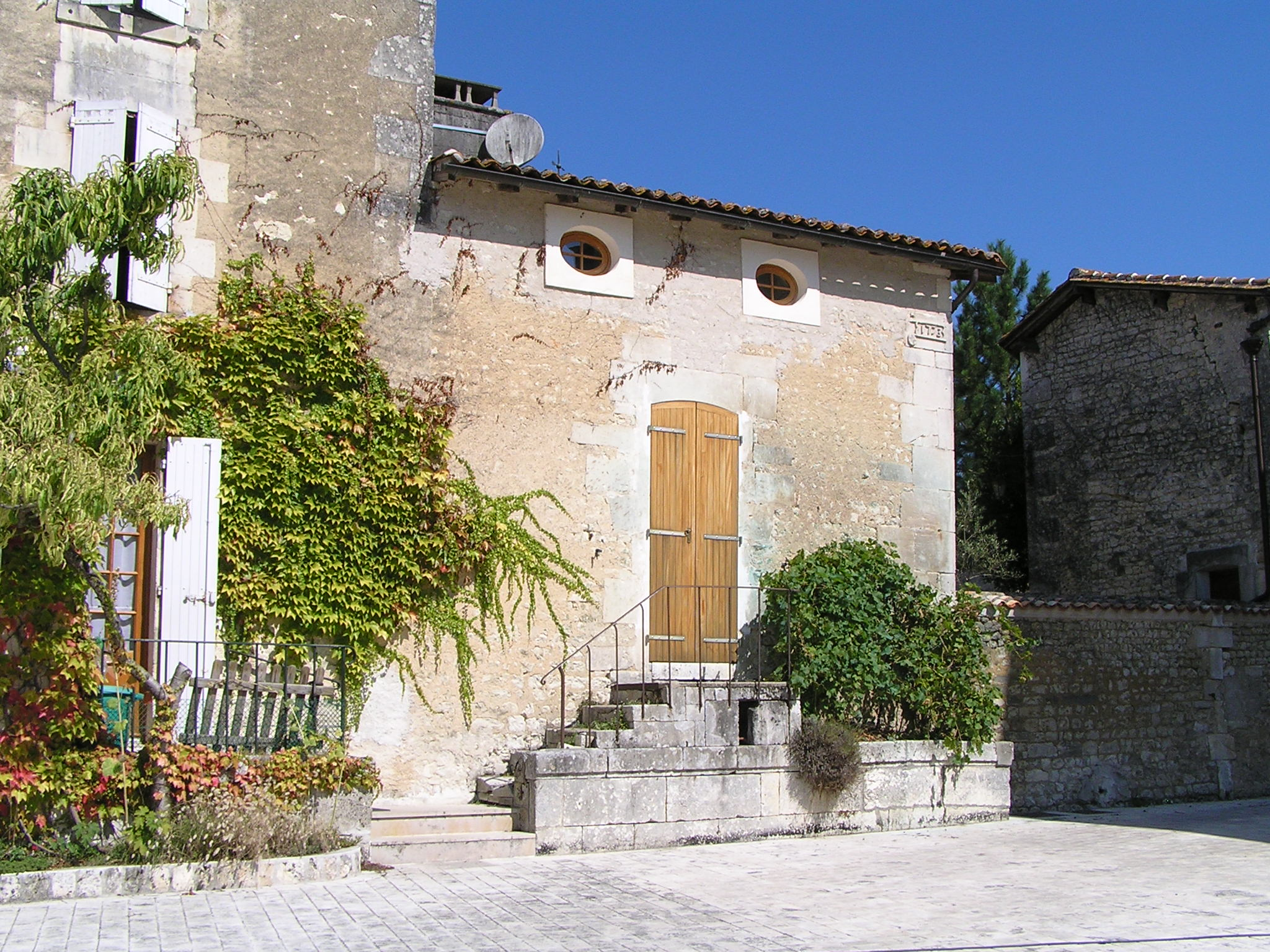
Maison millésimée.
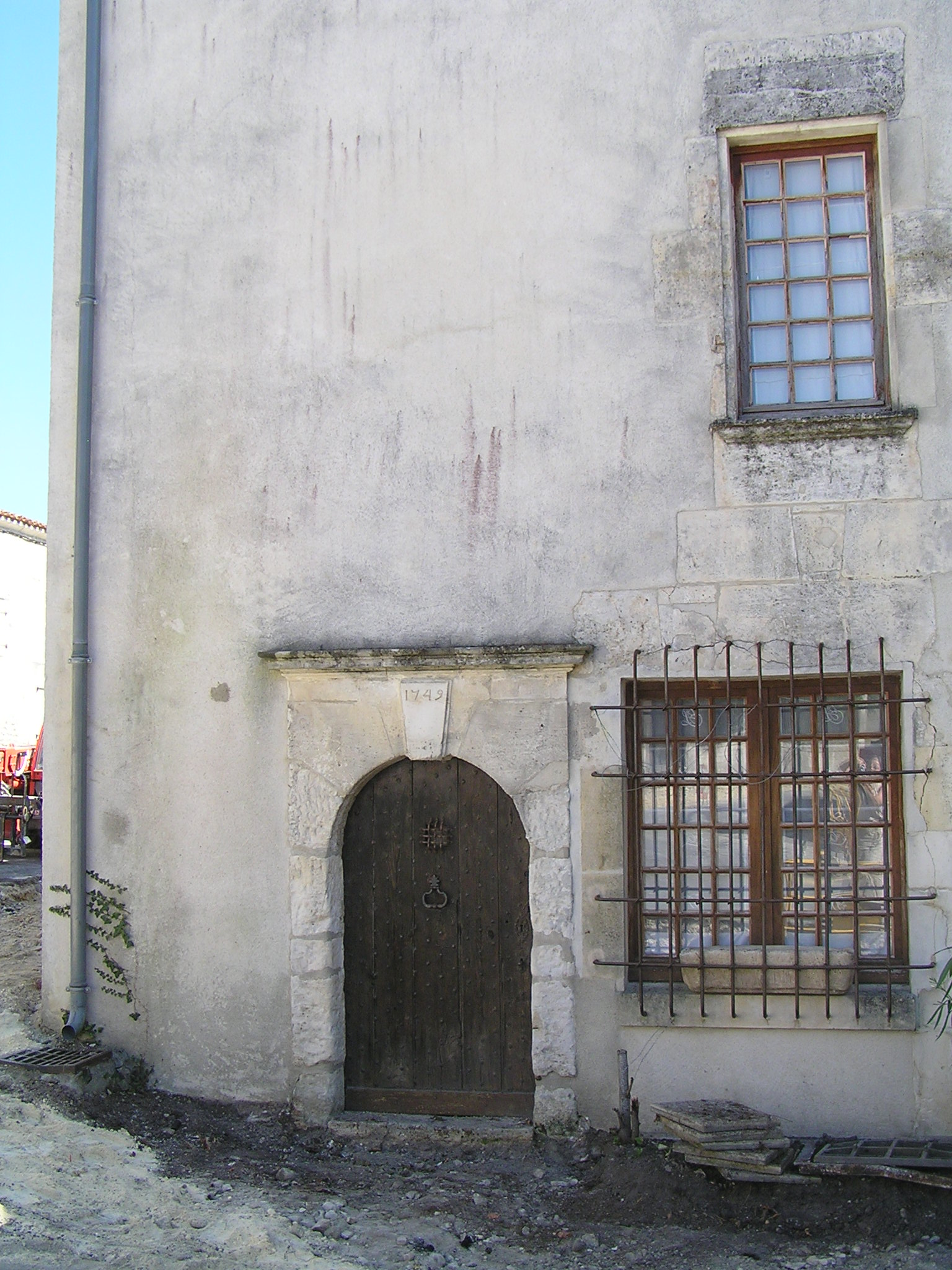
Autre maison millésimée.

- Châteaux et logis :

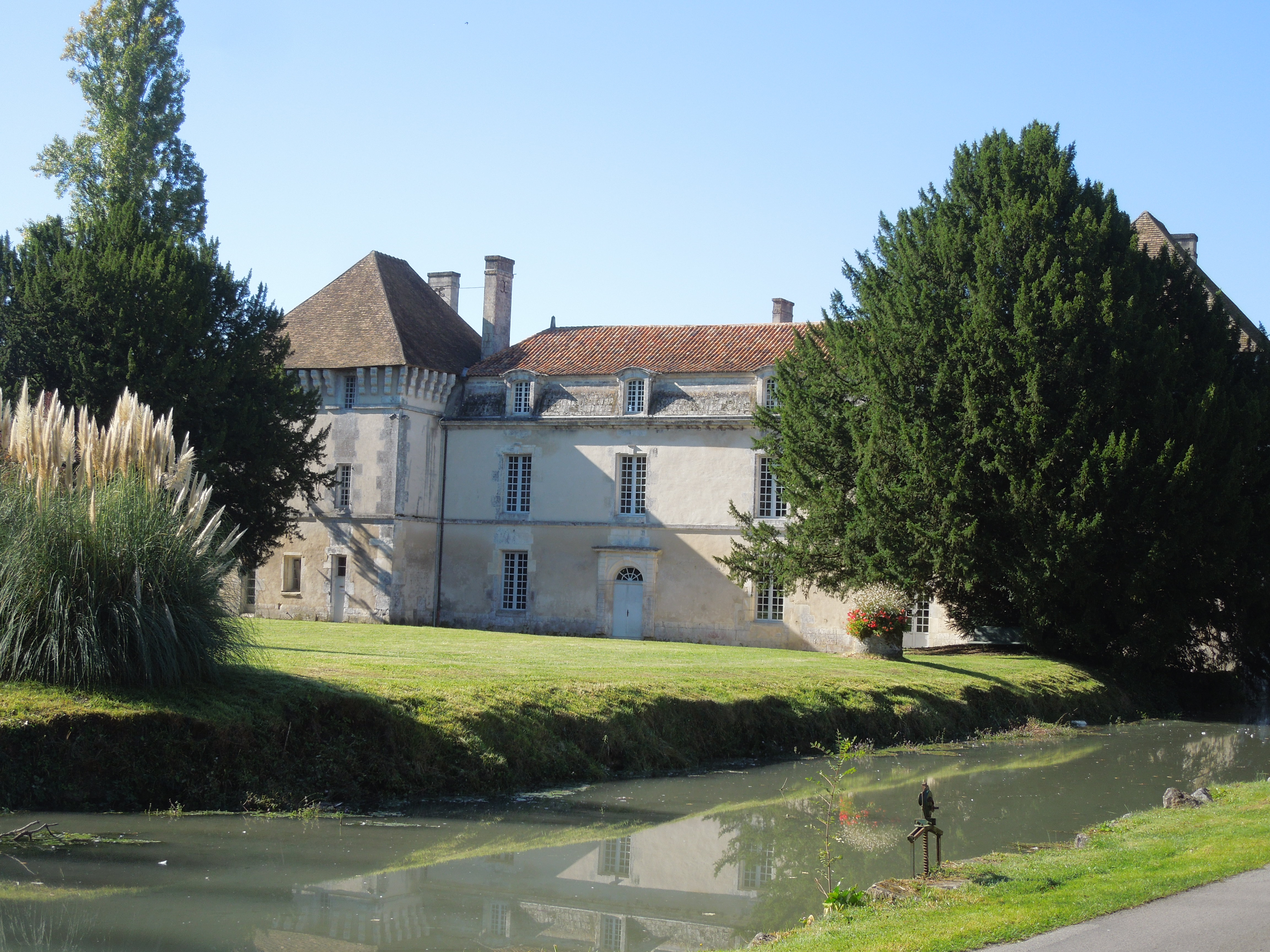
Château de Lignières.
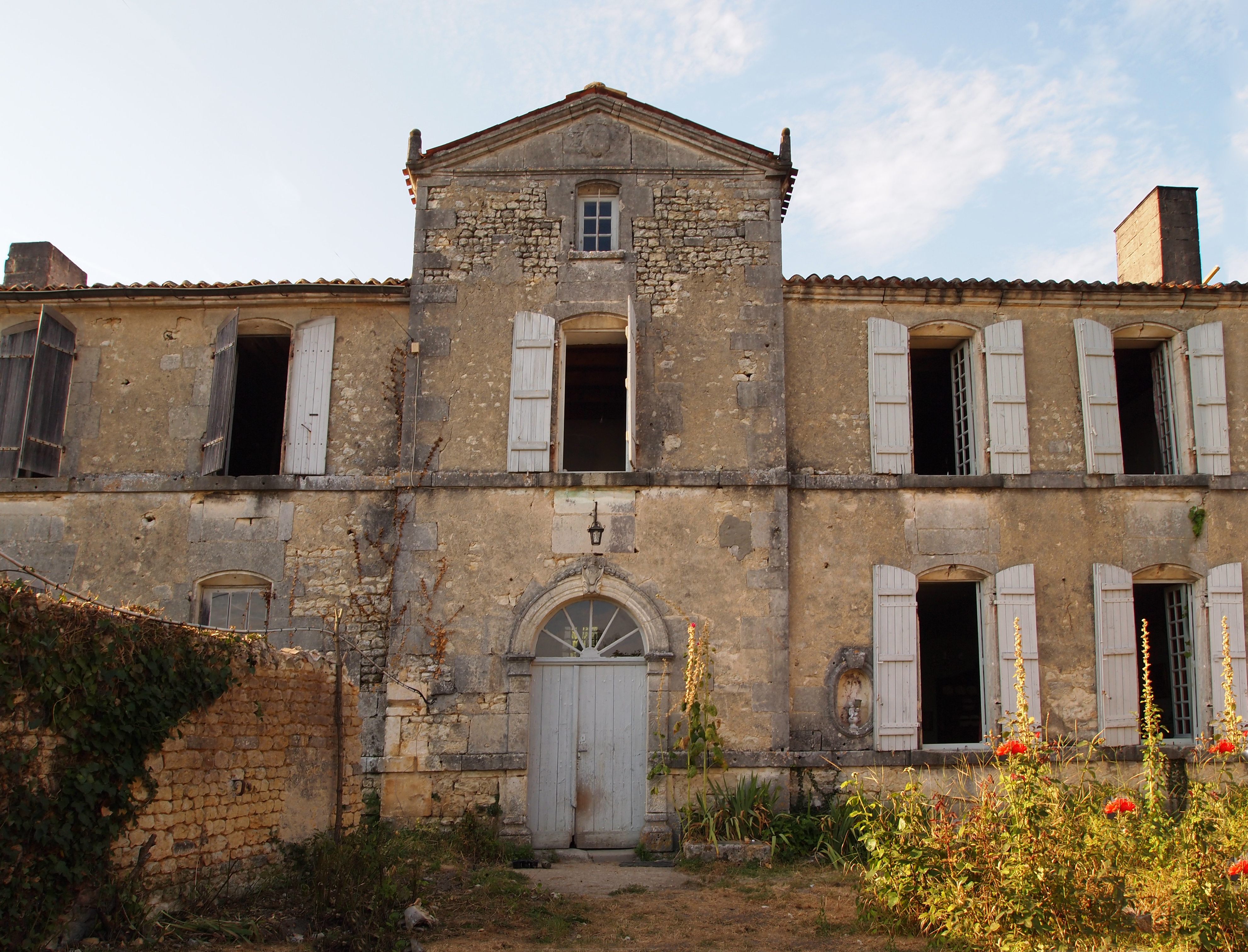
Logis de Chez Ballet.
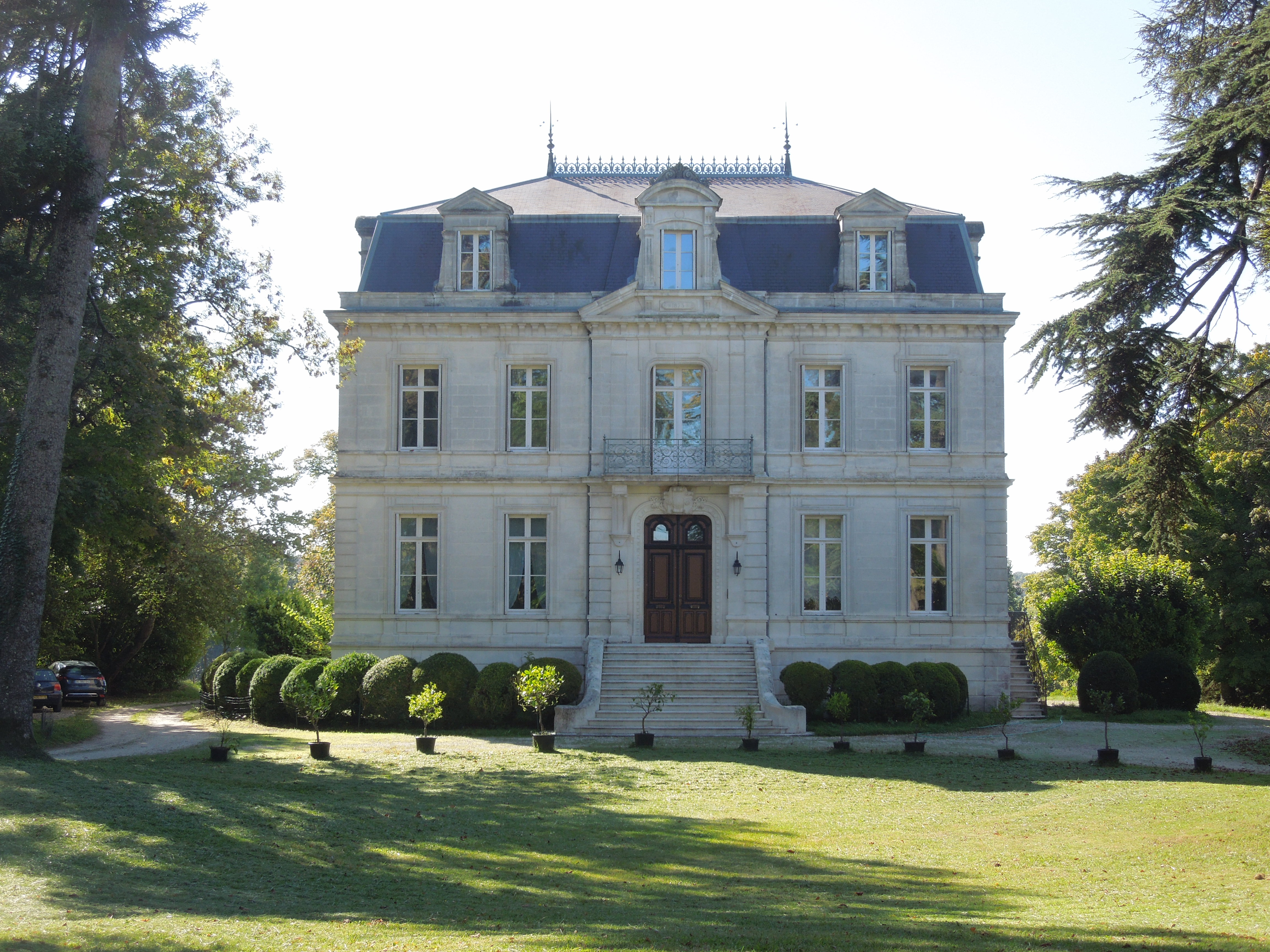
Château Monchoisi.
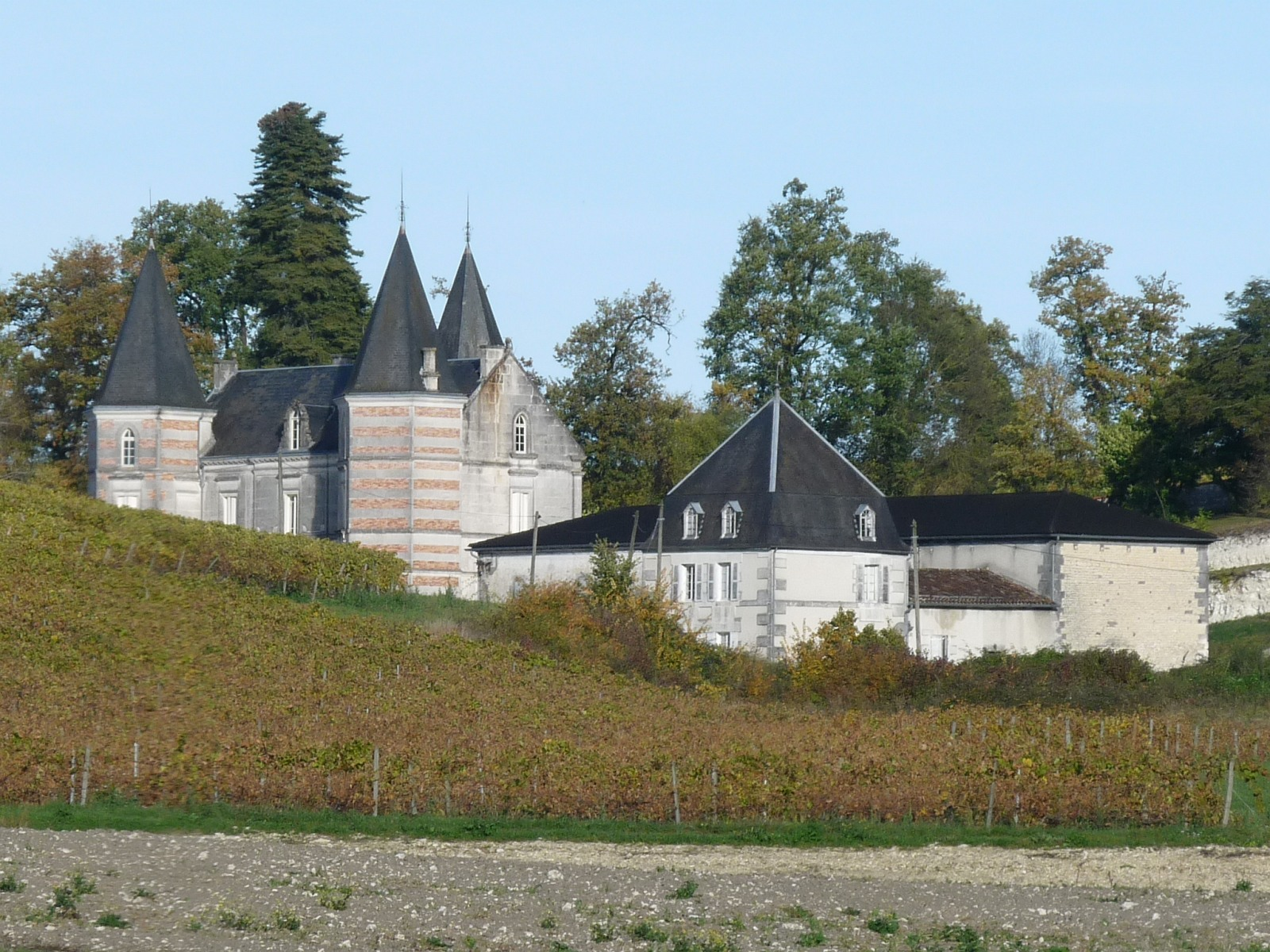
Font-Pinot.

## Personnalités liées à la commune
- Jean Fougerat (1863-1932), pharmacien, viticulteur et bienfaiteur, a acquis et replanté des vignes entre 1898 et 1901 à Bois Barit[41].